# Marginale substitutievoet
De marginale substitutievoet (MSV) is in de economische wetenschap de verhouding van de verandering {\displaystyle \delta Y} van een geconsumeerde hoeveelheid van een goed {\displaystyle Y}, die nodig is om het nut voor een consument constant te houden, dit terwijl de geconsumeerde hoeveelheid van een goed {\displaystyle X} varieert met {\displaystyle -\delta X}.
De marginale substitutievoet is dus een maat van de wijze, hoe men op "de marge" het ene product door het andere product substitueert, en wel op zo'n manier dat de voldoening die de klant aan deze producten ontleent gelijk blijft.
Grafisch beweegt de marginale substitutievoet zich langs een indifferentiecurve.
Wanneer voor een gegeven goederenmandje de marginale substitutievoet tussen een appel en een peer bijvoorbeeld 2 is, zal een consument geen voorkeur hebben als hij moet kiezen tussen het consumeren van een peer of twee appels. Hij staat hier "indifferent" tegenover.
De marginale substitutievoet zelf varieert met de functie van het goederenmandje. De marginale substitutievoet tussen peren en appels is bijvoorbeeld afhankelijk van de hoeveelheden die reeds zijn verbruikt: het eten van een peer geeft meer voldoening als men daarvoor eerst tien appels en een peer heeft gegeten, dan als men eerst drie appels en vijftien peren heeft gegeten.

## Wiskundige formulering
Voor een economisch agent die twee goederen consumeert kan men het nut berekenen met de nutsfunctie {\displaystyle U}, waar {\displaystyle X} en {\displaystyle Y} de verbruikte hoeveelheden van de twee goederen zijn:
{\displaystyle U:{\begin{array}{lcl}\mathbb {R} ^{+}\times \mathbb {R} ^{+}&\rightarrow &\mathbb {R} ^{+}\\(X,Y)&\mapsto &U(X,Y)\end{array}}}
Men definieert het marginale nut als
{\displaystyle \ U_{X}'=\partial U/\partial X}
{\displaystyle \ U_{Y}'=\partial U/\partial Y}
Dus representeert {\displaystyle \ U_{X}'\cdot \delta X} de stijging van het nut die voortvloeit uit de consumptie van een oneindig kleine extra hoeveelheid {\displaystyle \delta X} van het eerste goed.
Door de nutsfunctie te differentiëren krijgen we:
{\displaystyle \ dU(X,Y)=\partial U/\partial X(X,Y)\cdot dX+\partial U/\partial Y(X,Y)\cdot dY}
{\displaystyle \ dU(X,Y)=U'_{X}\cdot dX+U'_{Y}\cdot dY}
Om het nut constant te houden moet gelden dat {\displaystyle dU(X,Y)=0}, daarom geldt:
{\displaystyle \ U'_{X}\cdot dX+U'_{Y}\cdot dY=0}
{\displaystyle \ \Rightarrow {\frac {dY}{dX}}=-{\frac {U'_{X}}{U'_{Y}}}}
Dus
{\displaystyle MSV_{Y,X}\equiv {\frac {\delta Y}{-\delta X}}={\frac {U'_{X}}{U'_{Y}}}}
Voor de marginale substitutievoet {\displaystyle MSV_{X,Y}} tussen het eerste en het tweede goed, waar de verbruikte hoeveelheden van de twee goederen respectievelijk {\displaystyle X} en {\displaystyle Y} zijn;
verkrijgt men dezelfde : {\displaystyle MSV_{X,Y}={\frac {U'_{Y}}{U'_{X}}}}